# Отставной козы барабанщик
 «Отставной козы барабанщик»  — советский художественный полнометражный цветной фильм, снятый Георгием Мыльниковым на киностудии «Мосфильм» в 1981 году.

## Сюжет
Гаврила Степанович Чупрун (Георгий Бурков) работал тренером по волейболу, продавцом, парикмахером, массовиком-затейником в детском саду, слесарем-сантехником в ЖЭКе, но не нашёл места в жизни. В семье у него тоже нет понимания: сын стесняется его профессии, а жена (Галина Польских) прямо заявляет: «Бездельник, сколько ты поменял работ, тебе пошёл пятый десяток, а ты — отставной козы барабанщик». Гаврила уезжает в деревню Дядькино к матери (Татьяна Пельтцер), но перед этим выпрашивает на время форму у отставного соседа-моряка (Пётр Вельяминов), который является капитаном  3-го ранга речного флота.
Его появление в родной деревне в форме капитана производит впечатление на односельчан. Участковый милиционер (Евгений Шутов) приглашает его выступить перед молодёжью с беседой о жизни. В Гаврилу влюбляется молодая красивая цыганка Настя (Нелли Волшанинова).
В сельсовет приходит телеграмма, в которой сообщается, что сантехник Чупрун уволен с работы за прогулы. Сельчане приходят к Гавриле выяснять отношения. Гаврила признаётся, что он не капитан. Ситуацию меняет неожиданно приехавшая жена Чупруна, которая «подыгрывает» мужу и подтверждает, что он действительно капитан и его ждут на корабле, тем самым спасая Гаврилу от позора.

## Роли исполняют
- Георгий Бурков — Гаврила Степанович Чупрун, слесарь-сантехник
- Татьяна Пельтцер — бабка Агапа, мать Гаврилы
- Галина Польских —  Лариса, жена Гаврилы
- Нелли Волшанинова — Настя, цыганка
- Пётр Вельяминов — Петя, сосед Гаврилы, речник, бывший капитан 3-й ранга речного флота
- Иван Рыжов — Дед Лопата
- Евгений Шутов — Антон Михайлович Рябов, участковый милиционер
- Муза Крепкогорская — Надёжка
- Борис Токарев — Васильев, киномеханик
- Оксана Горошкевич — Алёна
- Мария Скворцова — Фёдоровна
- Любовь Калюжная — Алексеевна

## Съёмочная группа
- Автор сценария: Виктор Мережко
- Режиссёр-постановщик: Георгий Мыльников
- Оператор-постановщик: Владимир Фридкин
- Художник-постановщик: Валентин Вырвич
- Композитор: Сергей Томин
- Звукооператор: Мария Надиева
- Директор картины: Борис Криштул